# Artemicoccus bispinus
Artemicoccus bispinus (лат.) — вид полужесткокрылых насекомых рода Artemicoccus семейства Мучнистые червецы (Pseudococcidae). Впервые описан российским энтомологом Николаем Сергеевичем Борсхениусом в 1949 году. Типовой вид в рамках своего рода.

## Распространение, описание
Типовой экземпляр (взрослая самка) описан из Туркменистана, из окрестностей посёлка Фирюза (ныне Арчабил).
Следующее описание было указано для таксона Centrococcus bispinus, ранее считавшегося отдельным видом и ныне включённым в синонимику Artemicoccus bispinus. Тело овальное, желтоватого цвета. Самка до 2 мм длиной. Глаза хорошо развиты. Усики сегментированы. Имеет хорошо развитые ноги с зубчатыми окончаниями.
Паразитирует на растениях семейства Астровые (Asteraceae).

## Синонимы
Синонимичные названия:
- Artemicoccus bispinus Balachowsky, 1953
- Centrococcus bispinus Borchsenius, 1949
- Coccidohystrix bispina Kozár & Walter, 1985